# Strimfibbla
Strimfibbla (Leontodon saxatilis) är en växtart i familjen korgblommiga växter.

## Externa länkar

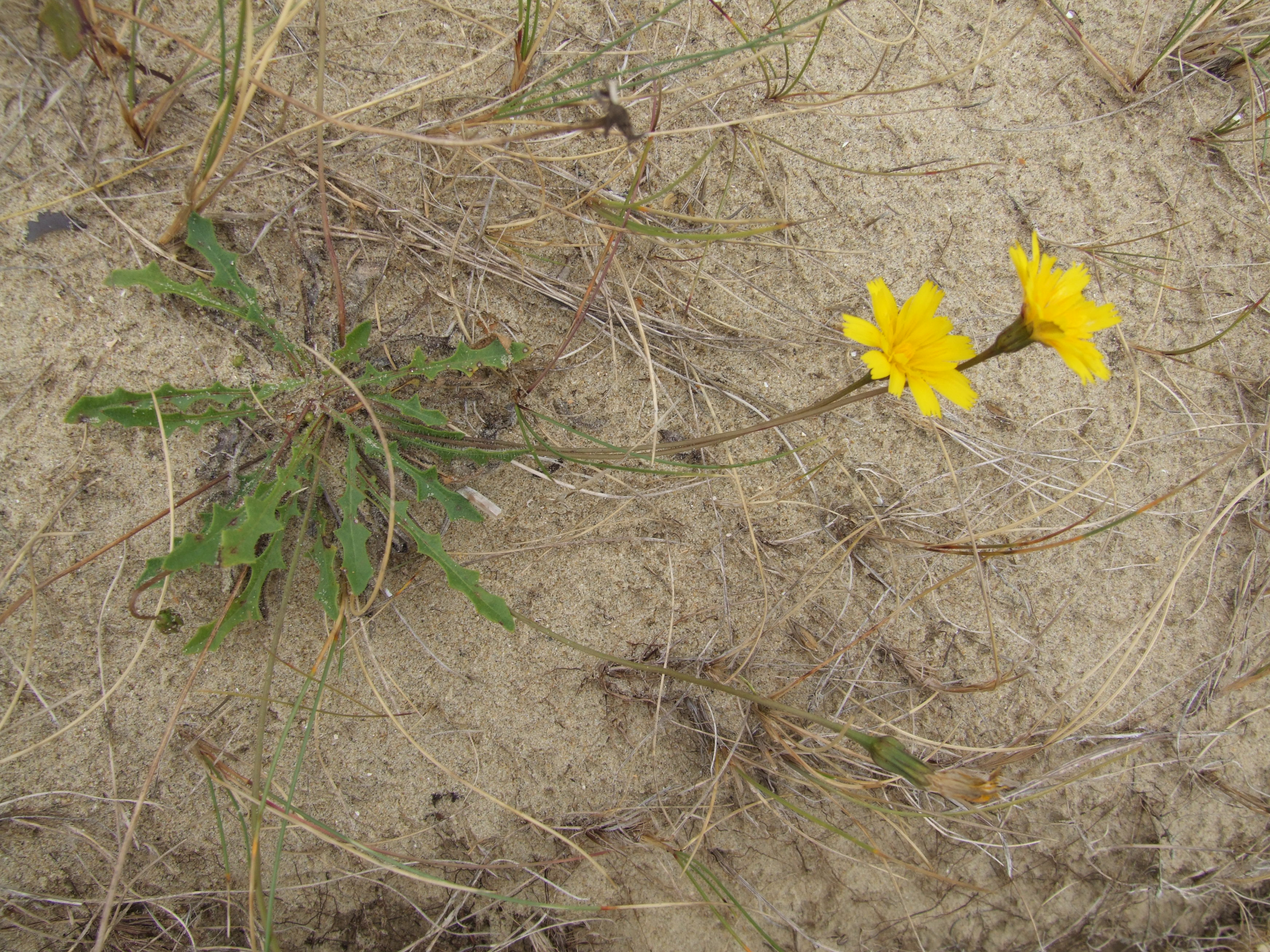
Leontodon saxatilis, Bray-Dunes